# Большие Старики
Большие Старики — деревня на севере Бежаницкого района Псковской области. Входит в состав сельского поселения муниципальное образование «Добрывичская волость».
Расположена в 38 км к северу от райцентра Бежаницы; в 3 км к юго-востоку от волостного центра Добрывичи, юго-восточнее железнодорожной станции Ашево на участке Бежаницы — Дедовичи (направления Санкт-Петербург — Витебск).
Численность населения деревни по состоянию на 2000 год составляла 35 жителей.